# あにお天湯
あにお天湯（あにお たゆ、2000年〈平成12年〉6月29日 - ）は、岐阜県出身のグラビアアイドル。プラチナムプロダクションに所属した後、現在はフリー。ミスID2019サバイバル賞。

## 略歴
高校3年生の時『ミスiD』に応募。結果「ミスiD2019サバイバル賞」を受賞。審査員の小林司から「その肉感的スタイルとアートセンスをデンジャラスな方向で正しく融合してくれれば、唯一無二の存在に化けるのではと」と評される。
ミスiD2019の受賞をきっかけに、上京して1年以上経った頃、Twitterにアップした、お風呂で撮った1枚の自撮りが注目を浴びる。それを機に『週刊プレイボーイ』（集英社）から連絡をもらい、初グラビアを実現。そして同時期に声がかかっていたプラチナムプロダクションに所属する。
2022年、約2年間所属していたプラチナムプロダクションを退所。あにお天湯曰く、「スタッフには感謝しているが、王道のグラビアアイドルタイプではないので、自分が自分らしくあるために髪を染めたい、腋毛は伸ばしたい等の要望がすんなり受け入れられず、自分らしくあることを追求した結果、フリーモデルの道を選んだ。」
2023年6月、『週刊プレイボーイ』にてヌードを初披露。
また、同月に講談社から『月刊 あにお天湯』というヘアヌード写真集を出版。これはフリーランス記念の一区切りとして小冊子を作ろうとダメもとで写真家の松岡一哲にオファーした結果、載せるかどうかは置いといて記念にヌードを撮ろうとなった結果だという。
2024年12月24日、『週刊SPA!』（扶桑社）の「グラビアン魂アワード2024」にて、リリー・フランキー個別賞「クリエイティブ・キューティ・ボム賞」を受賞した。

## 人物
- 趣味は絵を描くこと、文章を書くこと。美術系高校や、大学進学予定だったが、進学費用は両親の離婚裁判費用に使われたため諦めた過去を持つ[8]。2024年には絵画で個展「みちぱたの火」、「極楽地帯」を開いている[9]。
- 特技はイラスト。
- 好きなアーティストはJUDY AND MARY、知久寿焼。
- 両腕を上げるポージングで腋毛の剃り残しが気になって仕方がない時期があり、どうせなら伸ばそうと思ったことをきっかけに生やしたままにしている。髪の毛のように愛着を持つため桃色などに染めている[5]。周囲の女性からは「妖精を飼っている」と称されているという。
- 2025年にはネグレクト家庭に育ったことをカミングアウトしている[8]。上京後はミスiⅮで知り合った女王様に誘われ、乗っ取ったというドMおじいちゃんの家で約1年間3人で共同生活を送っていた[8]。